# Basket Parma 2014-2015
Questa voce raccoglie le informazioni riguardanti il Basket Parma nelle competizioni ufficiali della stagione 2014-2015.

## Stagione
La stagione 2014-2015 della Lavezzini Parma è la trentanovesima consecutiva che disputa in Serie A1 femminile.
La società parmense è arrivata decima in campionato.

## Verdetti stagionali
Competizioni nazionali
- Serie A1:

stagione regolare: 10º posto su 13 squadre (7-17);

## Roster
|    | Naz.                   | Ruolo | Sportivo                 | Anno | Alt. |  |       |
| -- | ---------------------- | ----- | ------------------------ | ---- | ---- |  | ----- |
| 4  | Italia (bandiera)      | P     | Valeria Battisodo        | 1988 | 174  |  |       |
| 5  | Italia (bandiera)      | G     | Maria Chiara Franchini   | 1979 | 181  |  |       |
| 6  | Italia (bandiera)      | G     | Chiara Bacchini          | 1998 | 177  |  |       |
| 7  | Italia (bandiera)      | G     | Claudia Corbani          | 1978 | 178  |  |       |
| 8  | Italia (bandiera)      | AC    | Sara Giorgi              | 1986 | 188  |  |       |
| 9  | Italia (bandiera)      | A     | Sara Crudo               | 1995 | 184  |  |       |
| 10 | Ucraina (bandiera)     | AC    | Ol'ha Mazničenko         | 1991 | 190  |  |       |
| 11 | Italia (bandiera)      | A     | Annalisa Trevisan        | 1996 | 184  |  |       |
| 12 | Italia (bandiera)      | G     | Nicole Petrilli          | 1996 | 163  |  |       |
| 13 | Italia (bandiera)      | P     | Sofia Marangoni          | 1995 | 174  |  |       |
| 14 | Stati Uniti (bandiera) | G     | Christine Clark          | 1992 | 173  |  |       |
| 15 | Italia (bandiera)      | C     | Alessia Fatadey          | 1995 | 188  |  |       |
| 16 | Italia (bandiera)      | A     | Anna Chiara Manghi       | 1997 | 185  |  |       |
| 16 | Italia (bandiera)      | A     | Beatrice Omotayo Olajide | 1998 | 178  |  |       |
| 18 | Croazia (bandiera)     | C     | Sonja Kireta             | 1976 | 198  |  | [ 1 ] |
| 20 | Stati Uniti (bandiera) | C     | Megan Kritscher          | 1989 | 195  |  |       |